# L'Ange d'airain
Pour plus de détails, voir Fiche technique et Distribution.
L'Ange d'airain (Медный ангел, Medny anguél) est un film d'action soviétique réalisé par Veniamine Dorman et sorti en 1984.
En 1984, il s'agit du 14e film ayant enregistré le plus d'entrées en Union soviétique, avec 22 millions de spectateurs.

## Synopsis
Une expédition géologique internationale sous les auspices des Nations Unies, dirigée par l'ingénieur soviétique Anton Petrovitch Kourmaïev, mène des recherches en Argentine en vue de construire une centrale hydroélectrique dans une région montagneuse reculée et devient la cible de l'organisation réactionnaire Alliance de droite, qui cherche à renverser le gouvernement de gauche. L'hôtel « L'Ange d'airain », où l'expédition est basée, sert également de refuge aux frères Valdes, un gang de trafiquants de drogue.
Les géologues sont pris en otage par la bande de Sebastian Valdes, qui souhaite échanger les membres de l'expédition contre son frère aîné Antonio, tombé aux mains de la police argentine, et se rembourser en même temps de la valeur de l'héroïne confisquée par les autorités. Les géologues parviennent à s'échapper grâce à leurs amis, le neveu de la propriétaire de l'hôtel Rosita Miki et le professeur danois Larsen, qui, sous la menace d'une mitraillette, obligent Max, un malfrat ivrogne, à libérer les otages. Le groupe de scientifiques se cache dans un sanatorium pour enfants, mais les bandits, ayant obtenu de Rosita l'emplacement de l'expédition, rattrapent à nouveau les géologues et les capturent à nouveau. Au cours de l'échange, Rosita tue à la carabine le commissaire de police corrompu Santillana, qui a secrètement collaboré avec les réactionnaires.
À la fin du film, les géologues libérés lisent un article dans le dernier journal sur la capture des criminels.

## Fiche technique
- Titre français : L'Ange d'airain[2] ou L'Ange de cuivre[3]
- Titre original : Медный ангел, Medny anguél[4],[5]
- Réalisation : Veniamine Dorman
- Scénario : Issaï Kouznetsov
- Photographie : Vadim Korniliev
- Musique : Mikaël Tariverdiev
- Sociétés de production : Studio Gorki
- Pays de production :  Union soviétique
- Langue originale : russe
- Format : couleur
- Genres : film d'action
- Durée : 89 minutes
- Date de sortie :
  - Union soviétique : octobre 1984

## Distribution
- Anatoli Kouznetsov : Kourmaïev
- Irina Chevtchouk (ru) : Marina Gromova
- Valentin Smirnitski : Vladislav
- Alexandre Filippenko : Santiliana
- Leonid Kouravliov : Larsen
- Leonid Iarmolnik : Maurice Barro
- Artchil Gomiachvili : Antonio Valdéz
- Nikolaï Eremenko : Sébastien Valdéz
- Alim Kouliev : José Kadrero
- Lia Akhedjakova : Rosita